# L'Espionne des Ardennes
Pour les articles homonymes, voir L'Espionne.
Pour plus de détails, voir Fiche technique et Distribution.
L'Espionne des Ardennes (titre original : Armored Command) est un film américain de Byron Haskin sorti en 1961.

## Synopsis
Pendant la Seconde Guerre mondiale, la jeune Alexandra Bastegar, blessée et épuisée, est recueillie par un groupe de soldats américains. Cette femme est en réalité une espionne nazie qui tente d'infiltrer la patrouille et de se procurer de précieuses informations pour ses supérieurs...

## Fiche technique
- Titre original : Armored Command
- Réalisation : Byron Haskin
- Scénario : Ron W. Alcorn
- Directeur de la photographie : Ernest Haller
- Montage : Walter Hannemann
- Musique : Bert Grund
- Production : Ron W. Alcorn
- Genre : Film de guerre, Drame
- Pays de production :  États-Unis
- Durée : 99 minutes
- Dates de sortie :
  - États-Unis : 9 juillet 1961
  - Allemagne de l'Ouest : septembre 1962

## Distribution
- Howard Keel (VF : Claude Bertrand) : le colonel Devlin
- Tina Louise : Alexandra Bastegar
- Warner Anderson (VF : Jacques Berthier) : le lieutenant-colonel Abel Wilson
- Earl Holliman : Mike
- Carleton Young (VF : André Valmy) : le capitaine Bart Macklin
- Burt Reynolds (VF : Serge Sauvion) : Skee
- James Dobson (VF : Henry Djanik) : Arab
- Marty Ingels : Pinhead (Petite tête en VF)
- Clem Harvey (VF : Jacques Dynam) : Tex
- Maurice Marsac (VF : Georges Atlas) : Jean Robert
- Thomas A. Ryan (VF : Lucien Raimbourg) : le major
- Peter Capell : le petit général
- Charles Nolte : le capitaine Swain
- Brandon Maggert : le soldat ayant des notions médicales